# Сюеляньфен
Сюеляньфен, пік Сюелянь або Пік Сніжного Лотоса (кит.: 雪蓮峰, англ. Xuelian Feng) — гора у Східній Азії, висотою — 6627 метрів. Розташована у північно-західній частині Сіньцзян-Уйгурського автономного району, в Китаї.

## Географія
Гора розташована практично у центральній частині гірської системи Тянь-Шань, на кордоні Ілі-Казахської автономної області та області Аксу, на півдні Сіньцзян-Уйгурського автономного району КНР, за 572 км на захід — південний захід від міста Урумчі, за 68 км на схід — північний схід від найвищої гори Тянь-Шаню — Пік Перемоги (7439 м), та за 59 км на схід від перетину кордонів Китаю, Киргизстану та Казахстану і гори Хан-Тенгрі (6995 м).
Абсолютна висота гори 6627 м над рівнем моря. Відносна висота — 3068 м. За цим показником вона займає 84-те місце у світі. Топографічна ізоляція вершини становить 53 км відносно найближчої вищої гори Шатри (6637 м), одного з піків, який лежить за 6,3 км на схід від гори Хан-Тенгрі.
Гора має два основних піки: Головний пік (6627 м), та допоміжний Південний пік (6527 м), лежить за 1,78 км на південний схід від головного. А також кілька сусідніх піків:
- Північний пік (6472 м), лежить за 1,73 км на північний схід від головного;
- Бейюфен або Білий Нефритовий Пік (6422 або 6438 м), лежить за 5,8 км на захід від головного піка;
- Східний пік (6400 м), лежить за 5,7 км на схід від головного піка;
- Сюелянь Північно-східний (6249 м), лежить за 6,9 км на схід — північний схід від головного піка.

## Історія
Токійський відділ Японського альпійського клубу організував чотири експедиції по підкоренню вершини Хуелян Фенґ, у 1986, 1988, 1989 та 1990 роках, і тільки остання експедиція була успішною. 14 липня 1989 року альпіністи Дзюніті Шінозакі та Акіхіто Ямадзаки піднялися на Південний пік, вершину, яка лежить за 1,78 км на південний схід від Головного піка, і були близькі до підкорення головної вершини, але зазнали невдачі.
У 1990 році, експедиція альпіністів на чолі з Казуо Тукушима і членів групи Мотоширо Фуджита, Гідекі Сакаї, Мікіо Сузуки, Етуо Нішікава, Гіроші Кожері, Такуо Като та Рейджена Такагаші, піднялася з Каракумського льодовика на Південний пік, а потім пройшла гребенем майже 2 км, сніговим карнизом і скелястою грядою, і 19 серпня досягла вершини Головного піка. Маршрут характеризується неприступними скелястими та льодовими стінами, сніговими ущелинами з крутими до 70° схилами.
26-30 вересня 2009 року, два американці Джед Браун, Кайл Демпстер та шотландець Брюс Норманд здійснили першопроходження маршрутом: північною стороною західного гребеня (маршрут «Пік Сніжного Лотоса»: M6 WI5 5.7 R, 2650м). За це сходження, вони були відзначені міжнародною нагородою Золотий льодоруб 2010.